# 1935 في فرنسا
فيما يلي قوائم الأحداث التي وقعت خلال عام 1935 في فرنسا.

## سياسة

### تعيين في المنصب
- 1 يونيو – فيليب بيتان وزير دولة  [لغات أخرى]‏.
- 7 يونيو – جورج بونيت .

### انتهاء فترة المنصب
- 4 يونيو – فيليب بيتان وزير دولة  [لغات أخرى]‏.

## رياضة
- 12 أبريل – سباق باريس روبيه 1935 الفائزون أندريه ليدوك، Gaston Rebry [الإنجليزية]‏، جان آيرتس.

## أفلام
من الأفلام التي صدرت هذه السنة في فرنسا:
- 20 سبتمبر – لا بانديرا من إخراج جوليان دوفيفيه.

## كتب
من الكتب التي صدرت هذه السنة في فرنسا:
- 1 يناير – الإنسان ذلك المجهول من تأليف ألكسيس كاريل.
- 1 يوليو – كاغليوسترو تنتقم من تأليف موريس لوبلان.

## مواليد

### يناير
- 1 يناير – جون بيير دروي ملحن فرنسي.
- 1 يناير – جيلبرت باكيه شاعر فرنسي.
- 1 يناير – دينيسي بيرير

### فبراير
- 5 فبراير – بيير فيليبون

### مارس
- 12 مارس – جاك بنفنيست
- 23 مارس – جان بول زان عالم فلك فرنسي.

### مايو
- 16 مايو – يفون دويس لاعب كرة قدم فرنسي.
- 29 مايو – برونو رودزيك

### يونيو
- 21 يونيو – فرانسواز ساغان كاتبة فرنسية.

### يوليو
- 11 يوليو – جيرار سان درّاج طريق فرنسي.

### أغسطس
- 13 أغسطس – رينيه آبادي درّاج طريق فرنسي.
- 15 أغسطس – رجينا ديفورجس

### سبتمبر
- 25 سبتمبر – أدريان دوادي رياضياتي فرنسي.
- 29 سبتمبر – ميلين ديمونجو ممثلة فرنسية.

### أكتوبر
- 5 أكتوبر – لورينت روبوتشي لاعب كرة قدم فرنسي.

### نوفمبر
- 8 نوفمبر – آلان ديلون
- 20 نوفمبر – إيف بونيت

### ديسمبر
- 9 ديسمبر – رايموند دوتو لاعب كرة قدم فرنسي.

## وفيات

### يناير
- 1 يناير – بول روبير هيكيل (مواليد 1865) عالم نبات فرنسي.

### فبراير
- 12 فبراير – أوغسطين أوسكوفير (مواليد 1846)

### أبريل
- 5 أبريل - إدموند جوجون، شاعر فرنسي.

### مايو
- 1 مايو – هنري باليسر (مواليد 1889) درّاج طريق فرنسي.
- 17 مايو – أندريه توماس (مواليد 1857)
- 17 مايو – بول دوكا (مواليد 1865) ملحن فرنسي.

### يوليو
- 3 يوليو – أندريه سيتروين (مواليد 1878)
- 12 يوليو – ألفريد دريفوس (مواليد 1859) عسكري فرنسي.

### أغسطس
- 15 أغسطس – بول سينياك (مواليد 1863) رسام فرنسي.
- 30 أغسطس – هنري باربوس (مواليد 1873) روائي فرنسي.

### سبتمبر
- 19 سبتمبر – جول كامبون (مواليد 1845) دبلوماسي فرنسي.

### أكتوبر
- 5 أكتوبر – هنري دو جوفنيل (مواليد 1876) سياسي فرنسي.

### ديسمبر
- 4 ديسمبر – شارل ريشه (مواليد 1850)
- 13 ديسمبر – فيكتور غرينيار (مواليد 1871) كيميائي فرنسي.
- 25 ديسمبر – بول بورجيه (مواليد 1852) كاتب فرنسي.